# Мегабіз (сатрап)
Мегабіз (*Baghabuxša, 516 до н. е. — 440 до н. е.) — державний та військовий діяч Ахеменідської імперії. Ім'я перекладається як «Бог обороняє».

## Життєпис
Походив зі знатного перського роду. Син Зопіра, сатрапа Вавилона. Народився у 516 році до н. е. Замолоду розпочав службу під орудою батька. Оженився з донькою Ксеркса, спадкоємця трону Персії.
У 482 році до н. е. після смерті царя Дарія I почалося повстання у Вавілоні, під час якого було вбито Зопіра. Натомість Мегабаз придушив повстання. За цим за наказом царя Ксеркса I вивіз статую бога Мардука з Вавилону й перевіз до Персеполя.
У 480—479 роках до н. е. брав участь у грецькому поході Ксеркса. Відповідно до Геродота відмовився виконати наказ царя щодо руйнування святилища Аполлона в Дельфах. Втім сьогодні це твердження ставиться під сумнів в тому плані, що подібного наказу не було.
Став підозрювати свою дружину в інтимному зв'язку з її батьком Ксерксом, тому долучився до заколоту Артабана, внаслідок якого було вбито царя. Проте підтримав сина загиблого — Артаксеркса I, проти якого виступив Артабан. Внаслідок цього останній зазнав поразки. На дяку новий володар Персії призначив Мегабіза сатрапом Сирії.
У 456 році до н. е. спільно з Артабазом, сатрапом Фригії, рушив на придушення повстання в Єгипті на чолі із Інаром. Спочатку зі значними труднощами вдалося звільнити від облоги Мемфіс. До 454 року до н. е. остаточно придушив повстання, захопивши Інара, якому пообіцяв життя. Втім на вимогу цариці Аместриди того було розп'ятого.
Це викликало невдоволення Мегабіза. Тому близько 450 року до н. е. повстав проти царя, розбивши двічі війська, що проти нього спрямовувалися. При цьому полонені афіняни (що допомагали Інару) використовувалися в якості найманців-гоплітів. Це стало першим випадком застосування грецьких найманців перським сатрапом. Втім незабаром за допомогою дружини Мегабіз замирився з Артаксерксом I.
У 449 році до н. е. на чолі війська рушив на допомогу Кітіону, який облігали афіняни на чолі з Кімоном. У наступній битві на суходолі та морі перси зазнали поразки, проте Кімон загинув. Внаслідок цього вдалося Мегабіз поставити під контроль увесь Кіпр. Надалі брав участь у перемовинах з Афінами, наслідком чого було укладання Каллієвого миру.
Незабаром знову почалися чвари з царем, після того, як Мегабіза врятував йому життя на полюванні, кинувши спис лева, що нападав на царя. Хоробрий учинок Мегабіза накликав на нього немилість, оскільки право першого кидка на полюванні належало царю. Йому вдалося уникнути страти завдяки закликам його дружини й тещі, проте він 444 року до н. е. був вигнаний до Кірти, містечко на березі Перської затоки. Лише через 5 років йому дозволили повернутися до двору. Помер у Сузах 440 року до н. е.

## Родина
- Зопір II (пом. 440 до н. е.)
- Артіфій (пом. 424 до н. е.)